# Rombach Verlag
Der Rombach Verlag ist ein Verlag aus Freiburg im Breisgau. Er gehört zur Rombach Gruppe. Derzeitiger Verlagsleiter ist Torang Sinaga.

## Geschichte
Verleger Fritz Hodeige holte 1968 Gerd-Klaus Kaltenbrunner als Lektor zum Verlag. Dieser versuchte das Haus als Gegengewicht zum Suhrkamp Verlag liberal-konservativ auszurichten. Autoren wie Ernst Topitsch, Alois Dempf, Hermann Lübbe, Arnold Künzli, Hans Sachsse, Hans Sedlmayr, Hans Lenk und andere veröffentlichten fortan bei Rombach. 1972 wurde Kaltenbrunner entlassen.

## Programm
Zum Verlagsprogramm gehören Regionalia und wissenschaftliche Werke. Eine enge Beziehung besteht zur Albert-Ludwigs-Universität Freiburg, deren Universitätsblätter verlegt werden. Der Verlag hat sich mit u. a. dem Hofmannsthal-Jahrbuch als wichtiger Ort der Hofmannsthal-Forschung etabliert. Mehrere wissenschaftliche Reihen werden im Hause publiziert wie Litterae, Scenae, Voces und Paradeigmata. Mit dem Militärgeschichtlichen Forschungsamt (MGFA) entstanden nennenswerte militärhistorische Schriften. Im Onlinebereich wird z. B. der Opernführer von den Musikwissenschaftlern Attila Csampai und Dietmar Holland angeboten.